# Klauss (labdarúgó)
Klauss (Criciúma, 1997. március 1. –) brazil labdarúgó, az amerikai St. Louis City csatára.

## Pályafutása
Klauss a brazíliai Criciúma városában született. Az ifjúsági pályafutását az Internacional és a Juventude csapatában kezdte, majd a Grêmio akadémiájánál folytatta.
2017-ben mutatkozott be a német Hoffenheim első osztályban szereplő felnőtt keretében. 2018 és 2022 között a finn HJK Helsinki és az osztrák LASK Linz, illetve a belga Standard Liège és Sint-Truiden csapatát erősítette kölcsönben. 2022. július 1-jén 3½ éves szerződést kötött az újonnan alakult, észak-amerikai első osztályban szereplő St. Louis City együttesével. Először a 2023. február 26-án, az Austin ellen idegenben 3–2-es győzelemmel zárult bajnokin lépett pályára és egyben megszerezte első gólját is a klub színeiben.

## Statisztikák
2024. június 23. szerint
| Klub                        | Szezon   | Osztály            | Bajnokság | Bajnokság | Kupa  | Kupa | Nemzetközi | Nemzetközi | Összesen | Összesen |
| Klub                        | Szezon   | Osztály            | Meccs     | Gól       | Meccs | Gól  | Meccs      | Gól        | Meccs    | Gól      |
| --------------------------- | -------- | ------------------ | --------- | --------- | ----- | ---- | ---------- | ---------- | -------- | -------- |
| HJK Helsinki (kölcsönben)   | 2018     | Veikkausliiga      | 33        | 21        | 3     | 2    | 6          | 1          | 42       | 24       |
| LASK Linz (kölcsönben)      | 2018–19  | Osztrák Bundesliga | 14        | 3         | 2     | 1    | —          | —          | 16       | 4        |
| LASK Linz (kölcsönben)      | 2019–20  | Osztrák Bundesliga | 28        | 12        | 4     | 3    | 13         | 5          | 45       | 20       |
| Hoffenheim                  | 2020–21  | Bundesliga         | 4         | 0         | 1     | 0    | 5          | 0          | 10       | 0        |
| Standard Liège (kölcsönben) | 2020–21  | Jupiler League     | 19        | 5         | 5     | 1    | —          | —          | 24       | 6        |
| Standard Liège (kölcsönben) | 2021–22  | Jupiler League     | 20        | 2         | 3     | 1    | —          | —          | 23       | 3        |
| Sint-Truiden (kölcsönben)   | 2021–22  | Jupiler League     | 8         | 2         | 0     | 0    | —          | —          | 8        | 2        |
| St. Louis City              | 2023     | MLS                | 21        | 10        | 0     | 0    | —          | —          | 21       | 10       |
| St. Louis City              | 2024     | MLS                | 19        | 5         | 0     | 0    | 2          | 0          | 21       | 5        |
| Összesen                    | Összesen | Összesen           | 166       | 60        | 18    | 8    | 26         | 6          | 210      | 74       |

## Sikerei, díjai
HJK
- Veikkausliiga
  - Bajnok (1): 2018

Standard Liège
- Belga Kupa
  - Döntős (1): 2020–21

Egyéni
- A finn első osztály gólkirálya: 2018 (21 góllal)
- Veikkausliiga – Az Év Játékosa: 2018
- Veikkausliiga – Az Év Csatárja: 2018